# 新条真由
新條真由，本名小川真弓（1973年1月26日—），是一位日本漫畫家，血型O型，出生於長崎縣。
新條真由曾三度在台灣為其漫畫作品舉辦簽名會活動：第一次為作品《快感指令》，由大然文化邀約；第二次為作品《最愛貴公子》，由長鴻出版社邀約，舉辦地為漫博高雄場；第三次為作品《搖滾藍薔薇》赴台簽名，也是由長鴻出版社邀請。

## 作品列表
新條之作品從出道作以來，她的作品和以往純情少女漫畫不同的是，故事類型以情色見長，多數作品中大量穿插激情H場面，以情色激愛走紅。男主角大多冷峻酷帥，令女主角與漫迷們心跳不已，因此廣受歡迎。近年來嘗試與早年不同類型的漫畫創作，是個多產的日本漫畫家，不過她本人表示並不想畫H場面鏡頭，曾經在部落格上爆料小學館的生態。
與其他作者的合集
- 記念日特別的H
- 17歲第一次的H， 註:（少年的推荐）為此書其一之短篇。
- 同級生.由H開始的戀愛，註:（請在前座拥抱我）為此書其一之短篇。
- 學長甜美的H，註:（揉捏的石榴子）為此書其一之短篇。

短篇，尚未有單行本
- 放课后的婚礼(短篇)
- 苹果派之恋(短篇)
- 说不出口的爱恋(短篇)

單行本(全1冊)
- 我要嫁給你(全1冊)
- 激情無禁忌(全1冊) 註:之後由其他出版社再版，更名為（想要愛上你）。
- 情人是老師(全1冊)
- 愛的禁錮(全1冊) 註:（笼中的小鸟）為此書其一之短篇。
- 愛的吻痕(全1冊) 註:（城市浪漫）為此書其一之短篇。
- 純愛調教(全1冊)
- 傳奇男公關(全1冊)
- 笨蛋也OK的漫畫教室(全1冊)

單行本(全2冊)
- 性感保鑣(全2冊)
- 我愛壞男孩(全2冊)
- 金髮男友(全2冊)
- 夜叉前世情(全2冊)
- SEX＝LOVE2(全2冊)
- 午夜☆男孩(全2冊)註:又名深夜迷情
- 新條真由最愛精選(全2冊)

單行本(3冊以上)
- 惡魔愛神(全4冊) 註:之後由其他出版社再版，更名為（處女危機）。
- 《搖滾藍薔薇》系列
  - 搖滾藍薔薇(全5冊) 註:又名沉溺爱歌
  - 搖滾藍薔薇Ⅱ(全5冊)
- 最愛貴公子(全7冊) 註:又名情場霸王
- 霸王愛人(全9冊) 註:（他的甜蜜诱惑）為此書其一之短篇。
- 快感指令(全17冊)
  - 超快感指令(特別版)
- 心之鑽石(全3冊)
- 妖怪戀繪卷(全6冊)
- 機動戰士鋼彈~吉翁公國幼年學校~、2冊待續、(連載中)
- 精英搜查官、5冊待續、(連載中)

## 外部連結
- 官方網站 （页面存档备份，存于）
- 新条真由 (shinjomayu)的X（前Twitter）